# Стокер, Брэм

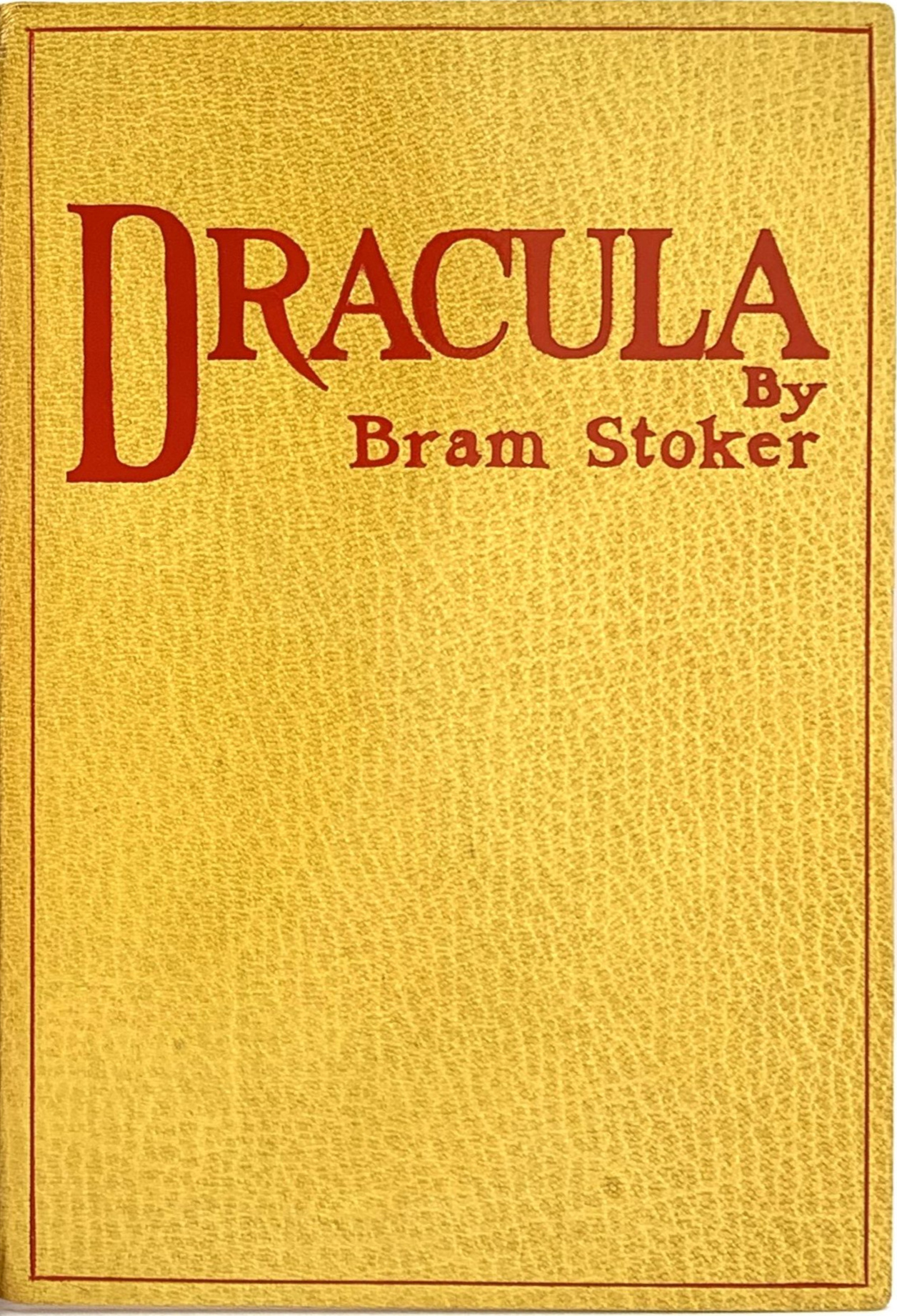
Обложка первого издания романа Брэма Стокера «Дракула» (1897)

А́брахам «Брэм» Сто́кер (англ. Abraham «Bram» Stoker, 8 ноября 1847 года, Клонтарф — 20 апреля 1912 года, Лондон) — ирландский писатель, романист и автор коротких рассказов, театральный критик. Наиболее известен как автор готического романа ужасов 1897 года «Дракула».
При жизни был более известен как театральный менеджер актёра Генри Ирвинга и директор-распорядитель известного и одного из старейших лондонских театров «Лицеум».

## Биография

### Ранние годы
Брэм Стокер родился 8 ноября 1847 года в доме №15 по Марино-Кресент, Клонтарф, на северной окраине Дублина, Ирландия. Его родителями были Абрахам Стокер (1799—1876), из Дублина, и Шарлотта Матильда Блейк Торнли (1818—1901), выросшая в графстве Слайго. Стокер был третьим из семи детей (старшим был известный хирург сэр Уильям Торнли Стокер, 1-й баронет). Родители Брэма Стокера были протестантами и вместе с детьми посещали приход Церкви Ирландии (относящейся к англиканской церкви) в Клонтарфе.
В детстве из-за неизвестной болезни он до семи лет не мог вставать и ходить. Позже Стокер писал об этом периоде жизни: «Я, естественно, был вдумчивым и отдых от долгой болезни дал возможность для многих мыслей, которые были плодотворными по своему характеру в последующие годы». Когда он ещё не мог вставать с кровати, мать часто рассказывала ему различные истории на ночь, иногда это были истории о эпидемии холеры, которая к 1832 году достигла Слайго, где она жила, но больше всего Абрахам любил страшные истории. Внучатый племянник Стокера Дэниэл Фарсон писал, что, возможно, это именно мать рассказала маленькому Абрахаму истории о погребённых заживо, что в дальнейшем подтолкнуло его написать о вампирах. Он получил образование в частной школе под руководством преподобного Уильяма Вудса. Однако, преодолев болезнь, Стокер во время учёбы в университете Дублина с 1864 по 1870 годы был хорошим футболистом и легкоатлетом. В 1870 году он получил степень бакалавра, а в 1875 году — степень магистра. Хотя позже он вспоминал, что окончил университет «с отличием по математике», по-видимому, это было ошибкой. Он был аудитором исторического общества колледжа и президентом Университетского философского общества, где его первая работа была посвящена теме сенсационности в художественной литературе и обществе.

### Карьера и путь к известности
Стокер заинтересовался театром ещё в студенческие годы благодаря своему другу доктору Монселлу. Работая на Ирландскую государственную службу, он стал театральным критиком газеты Dublin Evening Mail, совладельцем которой был Шеридан Ле Фаню, автор готических рассказов. Театральные критики пользовались низкой репутацией, но Стокер привлекал внимание качеством своих отзывов. В декабре 1876 года он дал положительный отзыв на постановку «Гамлет» Генри Ирвинга в Королевском театре Дублина. Ирвинг пригласил Стокера на ужин в отель «Шелбурн», где он остановился, после этого знакомства у мужчин завязалась дружба.

В те моменты наших общих эмоций он тоже нашёл друга, и он знал это. Душа глядела в душу! С того часа началась дружба, настолько глубокая, настолько тесная, настолько долгая, какая только может возникнуть между двумя мужчинами.— спустя годы писал Брэм Стокер о первой встрече с Генри Ирвингом
Брэм Стокер уже начал писать рассказы, и первый под названием «Хрустальная чаша» был опубликован в 1872 году, а затем рассказ «Цепь судьбы», поделённый на четыре части, выходил в номерах журнала The Shamrock с 1 мая 1875 года по 22 мая 1875 года. В 1876 году, будучи государственным служащим в Дублине, Стокер написал нехудожественную книгу «Обязанности секретарей мелких заседаний в Ирландии», она была опубликована в 1879 году. Кроме того, он интересовался искусством и был основателем Дублинского клуба рисования в 1879 году.
4 декабря 1878 года Брэм Стокер женился на Флоренс Бэлкам. В том же году Ирвинг, в очередной раз придя к Стокеру за рецензией, предложил ему стать директором-распорядителем театра «Лицеум». Стокер согласился, и они с женой переехали в Лондон. В течение 27 лет Стокер был менеджером Ирвинга до самой смерти последнего в 1905 году. Стокер тяжело переживал смерть друга — с ним случился удар (инсульт в современной терминологии), и сутки он не приходил в сознание.
Дружба с Ирвингом помогла Стокеру войти в высшее общество Лондона и познакомиться с Артуром Конан Дойлем и Джеймсом Уистлером. Стокер был женат на Флоренс Бэлкам, в которую был влюблён Оскар Уайльд, с которым он тоже близко дружил.
Хотя Стокер является автором множества произведений, славу, однако, ему принёс знаменитый роман «Дракула», опубликованный в 1897 году и написанный под влиянием творчества Джозефа Шеридана Ле Фаню (1814—1873) и его готической вампирской новеллы «Кармилла» (1872). Над романом Стокер работал восемь лет, изучая европейский фольклор и легенды о вампирах.

### Смерть
Брэм Стокер умер в Лондоне 20 апреля 1912 года из-за прогрессирующего паралича. Тело было кремировано в крематории Голдерс-Грин, урна с прахом находится в здании крематория.
Сын Брэма Стокера и его жены Флоренс Бэлкам, Ирвинг Ноэль Торнли Стокер, родился 31 декабря 1879 г., а умер 16 сентября 1961 г., Остров Уайт, Великобритания.

## Романы и новеллы
- 1874 — Хрустальная чаша
- 1875 — Проезд Примроуз / The Primrose Path
- 1879 — Обязанности Мелких Клерков в Ирландии / The Duties of Clerks of Petty Sessions in Ireland
- 1886 — Взгляд на Америку / A Glimpse of America
- 1890 — Змеиный перевал / The Snake’s Pass
- 1891 — Дом судьи / The Judge’s House
- 1891 — Семь золотых пуговиц /  Seven Golden Buttons (написано в 1891 году, многие материалы повторно использованы в «Мисс Бетти», опубликовано посмертно в 2015 году)
- 1895 — Воды Моу / The Watter's Mou
- 1895 — Плечо Шасты / The Shoulder of Shasta
- 1897 — Дракула / Dracula
- 1898 — Мисс Бетти / Miss Betty
- 1902 — Тайна Моря / The Mystery of the Sea
- 1903 — Сокровище Семи Звёзд / The Jewel of Seven Stars
- 1905 —  Врата жизни / The Man (выпущен также как The Gates of Life)
- 1906 — Личные Воспоминания о Генри Ирвинге / Personal Reminiscences of Henry Irving
- 1908 — Леди Этлин / Lady Athlyne
- 1909 — Дама в Саване / The Lady of the Shroud
- 1910 — Знаменитые обманщики / Famous Impostors
- 1911 — Логово Белого Червя / The Lair of the White Worm
- 1998 — Великие истории о привидениях (составлено Питером Глассманом, иллюстрировано Барри Мозером) /  Great Ghost Stories (Compiled by Peter Glassman, Illustrated by Barry Moser)

## Сборники рассказов
- Под закатом (1881) — восемь сказок для детей
- Занесенные снегом (1908)
- Гость Дракулы и другие странные истории (1914)

## Экранизации
- 1922 — «Носферату: Симфония ужаса» (реж. Фридрих Мурнау)
- 1931 — «Дракула» (реж. Тод Браунинг)
- 1958 — «Дракула» (реж. Теренс Фишер)
- 1971 — «Кровь из гробницы мумии» (реж. Майкл Каррерас)
- 1978 — «Носферату — призрак ночи» (реж. Вернер Херцог)
- 1979 — «Дракула» (реж. Джон Бэдхем)
- 1980 — «Воскрешение из мёртвых» (реж. Майк Ньюэлл)
- 1985 — «Гробница» (реж. Фред Олен Рэй)
- 1988 — «Логово белого червя» (реж. Кен Расселл)
- 1992 — «Дракула Брэма Стокера» (реж. Фрэнсис Форд Коппола)
- 1995 — «Крысиные похороны по Брэму Стокеру» (реж. Дэн Голден[англ.])
- 1998 — «Зодчий теней» (реж. Джейми Диксон)
- 1998 — «Легенда мумии» (реж. Джеффри Оброу[англ.])
- 2012 — «Дракула 3D» (реж. Дарио Ардженто)
- 2014 — «Дракула» (реж. Гари Шор[англ.])
- 2020 — «Дракула» (реж. Марк Гэтисс, Стивен Моффат)
- 2023 — «Ренфилд» (реж. Крис МакКей)
- 2023 — «Последнее путешествие „Деметра“» (реж. Эвредал, Андре)
- 2024 — «Носферату» (реж. Эггерс, Роберт)
- 2025 — «Дракула: История любви»(реж. Люк Бессон)

## Книги о Брэме Стокере
Творчеству Брэма Стокера и образу Дракулы посвящена книга Андрея Шарого и Владимира Ведрашко «Знак D: Дракула в книгах и на экране» (2009).
Книга Тома Холланда «Раб своей жажды» основана на образе Брэма Стокера.